# Frostia testaceicornis
Frostia testaceicornis is een keversoort uit de familie van de soldaatjes (Cantharidae). De wetenschappelijke naam van de soort werd in 1993 gepubliceerd door Walter Wittmer.